# Nicolae Josan
Nicolae Josan (ros. Николай Михайлович Жосан, Nikołaj Michajłowicz Żosan; ur. 18 września 1983 w Rezinie) – mołdawski piłkarz rosyjskiego pochodzenia występujący na pozycji pomocnika, reprezentant Mołdawii w latach 2004–2013.

## Kariera klubowa
Grę w piłkę nożną rozpoczął w dziecięco-młodzieżowej szkole sportowej z Rybnicy. W 2001 roku podpisał zawodowy kontrakt z Sheriffem Tyraspol. W sezonie 2001/02, który zakończył się zdobyciem mistrzostwa Mołdawii, zanotował jedyny, debiutancki występ w Divizia Națională. W rozgrywkach 2002/03 zaliczył 2 ligowe mecze i zdobył z Sheriffem krajowy dublet. W sezonie 2003/04 grał na wypożyczeniu w FC Tiraspol. W lipcu 2004 roku zadebiutował w europejskich pucharach w wygranym 2:1 spotkaniu z Szirakiem Giumri w kwalifikacjach Pucharu UEFA 2004/05, w którym zdobył bramkę. Po powrocie do Sheriffa rozpoczął regularne występy i zdobył tytuł mistrzowski w sezonie 2004/05. Latem 2005 roku odszedł do Iscra-Stali Rybnica (Divizia "A"), jednak nie rozegrał tam ani jednego meczu.
W marcu 2006 roku, po odbyciu testów, Josan został graczem KAMAZu Nabierieżnyje Czełny, prowadzonego przez Jurija Gazzajewa. W sezonie 2006 zanotował 14 występów na poziomie Pierwego Diwizionu, po czym wypożyczono go na 12 miesięcy do Iscra-Stali Rybnica. Rozegrał tam 26 spotkań w Divizia Națională, w których zdobył 6 goli i otrzymał od FMF wyróżnienie dla najlepszego mołdawskiego pomocnika w 2007 roku. Po upływie okresu wypożyczenia, ze względów finansowych odszedł z KAMAZu i w lutym 2008 roku podpisał trzyletnią umowę z Anży Machaczkała. Po przyjściu do klubu uzyskał miejsce w podstawowym składzie. Na zakończenie sezonu 2009 awansował z Anży do Priemjer-Ligi i został uznany najlepszym pomocnikiem rozgrywek w Pierwym Diwizionie. 13 marca 2010 zadebiutował w rosyjskiej ekstraklasie w zakończonym bezbramkowym remisem meczu ze Spartakiem Nalczyk. Sezon 2010 spędził jako gracz podstawowego składu, rozgrywając 22 spotkania. Z nadejściem 2011 roku władze klubu zdecydowały się nie przedłużać jego kontraktu. Po wyjeździe z Rosji z powodu choroby zawiesił na okres 1,5 roku profesjonalną karierę. By utrzymać kondycję, grywał przez ten czas w futsal oraz beach soccera.
Na początku 2012 roku otrzymał od Igora Dobrowolskiego, który w latach 2007–2008 powoływał go do reprezentacji Mołdawii, propozycję odbycia testów w drużynie mistrza kraju Dacii Kiszyniów, po których podpisał trzyletnią umowę. W rundzie wiosennej sezonu 2011/12 był stopniowo wprowadzany do zespołu jako zmiennik Maxima Mihaliova i Miloša Krkoticia. W czerwcu 2012 roku został zaproszony na obóz treningowy Tomu Tomsk w Chorwacji, jednak nie zaoferowano mu propozycji pozostania w klubie. W grudniu 2012 roku z powodu złej sytuacji finansowej odszedł z Dacii i rozpoczął wstępne negocjacje z Torpedo Moskwa i Urałem Jekaterynburg. Na początku 2013 roku został zawodnikiem FC Tiraspol, z którym wywalczył Puchar Mołdawii 2012/13. W lutym 2014 roku, po odbyciu testów, przeszedł on do Verisu Kiszyniów, trenowanego przez Igora Dobrowolskiego. Pod koniec tego samego roku władze Verisu wycofały zespół z wszelkich rozgrywek, tłumacząc to niezadowoleniem z poziomu sędziowania w meczu ćwierćfinału Pucharu Mołdawii przeciwko Sheriffowi Tyraspol (0:1). Klub z dorobkiem 29 punktów po 13 kolejkach zajmował wówczas 1. miejsce w tabeli Divizia Națională. W marcu 2015 roku Josan został sprowadzony przez Igora Dobrowolskiego do rosyjskiego Sachalin Jużnosachalińsk (Pierwyj Diwizion). Po spadku Sachalina z ligi po sezonie 2014/15 odszedł z zespołu i przeniósł się do Zarei Bielce. Po dwóch miesiącach jego kontrakt został rozwiązany za porozumieniem stron. W połowie 2016 roku, z powodu niemożności znalezienia klubu, zakończył karierę piłkarską.

## Kariera reprezentacyjna
W 2004 roku otrzymał od selekcjonera Wiktora Pasulki pierwsze powołanie do reprezentacji Mołdawii na towarzyski turniej Malta International Tournament. 14 lutego 2004 zadebiutował w zremisowanym 0:0 meczu z Maltą na Ta' Qali Stadium. W listopadzie 2007 zdobył pierwszą bramkę w drużynie narodowej w spotkaniu przeciwko Węgrom (3:0) w eliminacjach Mistrzostw Europy 2008.
W lutym 2008 roku, po podpisaniu kontraktu z Anży Machaczkała, zmuszony był zaprzestać na dwa lata występów w reprezentacji. Rosyjskie prawo nie uznawało jego podwójnego obywatelstwa, toteż klub nie miał obowiązku zwalniać go na zgrupowania drużyny narodowej. Otrzymanie statusu zawodnika zagranicznego kolidowałoby natomiast z obowiązującym limitem obcokrajowców w zespołach Pierwego Diwizionu. W marcu 2010 roku RFS po konsultacjach z UEFA zmodyfikował przepisy na korzyść mołdawskich piłkarzy. W maju 2010 roku Josan został powołany przez Gavrila Balinta na towarzyskie mecze z Azerbejdżanem (1:1) i Zjednoczonymi Emiratami Arabskimi (2:3), natomiast jesienią tego samego roku wziął udział w spotkaniach eliminacji Mistrzostw Europy 2012. Ogółem w latach 2004–2013 zanotował on w reprezentacji 17 występów, w których zdobył 2 bramki w meczach przeciwko Węgrom (2007) i San Marino (2010).

### Bramki w reprezentacji
| LP | Data                 | Miejsce                        | Przeciwnik | Bramka | Rezultat | Ranga meczu                       |
| -- | -------------------- | ------------------------------ | ---------- | ------ | -------- | --------------------------------- |
| 1. | 17 listopada 2007    | Stadion Zimbru, Kiszyniów      | Węgry      | 2:0    | 3:0      | Eliminacje Mistrzostw Europy 2008 |
| 2. | 12 października 2010 | Stadion Olimpijski, Serravalle | San Marino | 1:0    | 2:0      | Eliminacje Mistrzostw Europy 2012 |

## Życie prywatne
Posiada obywatelstwo Mołdawii i Rosji. Żonaty z Oksaną, z którą ma dwójkę dzieci: synów Nikitę (ur. 2008) i Sandu (ur. 2010).

## Sukcesy

### Zespołowe
Sheriff Tyraspol
- mistrzostwo Mołdawii: 2001/02, 2002/03, 2004/05
- Puchar Mołdawii: 2001/02

FC Tiraspol
- Puchar Mołdawii: 2012/13

### Indywidualne
- najlepszy mołdawski pomocnik: 2007
- najlepszy pomocnik Pierwego Diwizionu: 2009